# Minamoto no Muneyuki

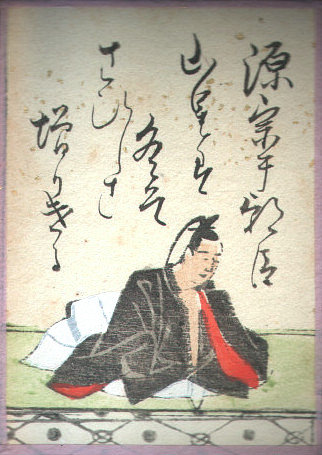
Minamoto no Muneyuki, del Ogura Hyakunin Isshu.

Minamoto no Muneyuki (源宗于, también Minamoto no Muneyuki Ason 源宗于朝臣?,  ? - 983) fue un poeta waka japonés de principios del período Heian. Es uno de los treinta y seis poetas inmortales así designados por Fujiwara no Kinto. Uno de sus poemas fue incluido en la famosa antología Hyakunin Isshu. Entre sus trabajos preservados se encuentra una colección personal de poesía conocida como Muneyukishū (宗于集?). 